# Lipotriches kabindana
Lipotriches kabindana är en biart som först beskrevs av Embrik Strand 1920.  Lipotriches kabindana ingår i släktet Lipotriches och familjen vägbin. Inga underarter finns listade i Catalogue of Life.